# La leggenda di Tom Dooley
La leggenda di Tom Dooley (The Legend of Tom Dooley) è un film del 1959 diretto da Ted Post.
È un western statunitense con Michael Landon e Jo Morrow. È basato sulla ballata popolare di Tom Dooley che si ispira alla storia vera di Tom Dula.

## Trama
Alla fine della guerra civile americana, il soldato confederato Tom Dooley porta un attacco a una diligenza, ignaro che la guerra era già finita. Dooley viene accusato di essere un assassino, ma torna nella sua città natale nella speranza di sposare la sua fidanzata, Laura Foster. Lui e Laura sono però costretti a fuggire, inseguiti dallo sceriffo Charlie Grayson, che ha anche un interesse romantico nei confronti di Laura. Tom e Laura si sposano e tentano di fuggire in Tennessee, ma vengono presto catturati da Grayson.
Dooley viene così incarcerato e rinchiuso in una cella di una cittadina dopo un processo breve in cui viene condannato ad essere impiccato la mattina seguente. Egli però fugge con l'aiuto di uno dei suoi amici dell'esercito confederato, soprannominato Country Boy. Grayson cattura poi Laura mentre cerca di riunirsi con Dooley. Quando sopraggiungono Dooley e Country Boy nasce un'aspra lotta in cui Laura viene accidentalmente pugnalata mentre Dooley e Grayson cercano di accoltellarsi a vicenda. Nella concitazione, nasce una sparatoria tra Grayson e Country Boy. Laura muore tra le braccia di Dooley quando arriva lo sceriffo il quale arresta Dooley e lo porta via.

## Produzione
Il film, diretto da Ted Post su una sceneggiatura di Stanley Shpetner, fu prodotto da Stanley Shpetner per la Columbia Pictures e girato nell'Iverson Ranch a Chatsworth, Los Angeles, e nel Janss Conejo Ranch a Thousand Oaks, California, dal 2 al 17 marzo 1959.  La ballata, cantata dal Kingston Trio, è il tema musicale del film.

## Distribuzione
Il film fu distribuito con il titolo The Legend of Tom Dooley negli Stati Uniti nel luglio 1959 al cinema dalla Columbia Pictures.
Altre distribuzioni:
- in Giappone il 14 luglio 1959
- in Germania Ovest il 21 agosto 1959 (Keine Gnade für Tom Dooley)
- in Austria il 25 settembre 1959 (Keine Gnade für Tom Dooley)
- in Svezia il 5 ottobre 1959 (Tom Dooley - rebellen)
- in Finlandia il 30 ottobre 1959 (Tom Dooley - kapinallinen)
- in Francia il 23 dicembre 1959 (Fais ta prière... Tom Dooley)
- in Italia il 9 settembre 1960 (La leggenda di Tom Dooley)
- in Messico il 3 novembre 1960 (La leyenda de los rivales)
- in Danimarca il 12 luglio 1965 (Tom Dooley - oprøreren fra Tennessee)
- in Brasile (Assassino Covarde)
- in Grecia (Katadioxis mehri thanatou)

## Promozione
La tagline è: Out of that song -- a fury of a movie!.